# Empis alpicola
Empis alpicola är en tvåvingeart som beskrevs av Gabriel Strobl 1893. Empis alpicola ingår i släktet Empis och familjen dansflugor. Inga underarter finns listade i Catalogue of Life.